# Stylidium rosulatum
Stylidium rosulatum är en tvåhjärtbladig växtart som beskrevs av Wege. Stylidium rosulatum ingår i släktet Stylidium och familjen Stylidiaceae. Inga underarter finns listade i Catalogue of Life.